# Ben Travers
Pour les articles homonymes, voir Travers.
Ben Travers est un scénariste et dramaturge britannique né le 12 novembre 1886 à Hendon (Royaume-Uni), mort le 18 décembre 1980 à Londres (Royaume-Uni).

## Filmographie
- 1931 : A Night Like This
- 1931 : Plunder
- 1933 : Up to the Neck
- 1933 : Just My Luck
- 1934 : Dirty Work
- 1934 : A Cup of Kindness
- 1935 : Lady in Danger
- 1935 : Foreign Affaires
- 1935 : Fighting Stock
- 1935 : Stormy Weather
- 1936 : Pot Luck
- 1936 : Dishonour Bright
- 1937 : For Valour
- 1938 : Second Best Bed
- 1938 : Old Iron
- 1940 : So This Is London
- 1942 : Banana Ridge
- 1947 : Uncle Silas
- 1953 : Rookery Nook (TV)
- 1953 : Fast and Loose